# Теорема Флоке
Теорема Флоке, в русскоязычной литературе также иногда Теорема Флоке-Ляпунова — теорема о решении системы дифференциальных уравнений с периодическими коэффициентами. Теорема Флоке описывает структуру фундаментальных матриц линейных систем с непрерывными периодическими коэффициентами и вводит некоторые числовые характеристики таких систем, аналогичные по своим свойствам корням характеристического уравнения систем с постоянными коэффициентами. Доказана Гастоном Флоке в 1881-1883 годах. Её развитием является теорема Блоха.

## Формулировка
Система уравнений вида
{\displaystyle {\dot {x}}(t)=A(t)x(t)}
с периодическими коэффициентами вида
{\displaystyle A(t+tau)=A(t)}
имеет решение в виде
{\displaystyle x(t)=F(t)exp(t,K)}
где {\displaystyle F(t)} — некая периодическая матрица, {\displaystyle K} — некая постоянная матрица той же размерности, что и исходная матрица коэффициентов {\displaystyle A(t)}. При этом матрица K не является единственной, и обе матрицы {\displaystyle F(t)} и K могут быть мнимыми даже в случае вещественных исходных матриц.

## Применение
Теорема Флоке нашла применение в области физики твёрдого тела и в теории фазированных антенных решеток.